# Araneus andrewsi
Araneus andrewsi es una especie de araña del género Araneus, tribu Araneini, familia Araneidae. Fue descrita científicamente por Archer en 1951.
Se distribuye por México y Estados Unidos. La especie se mantiene activa durante todos los meses del año.